# Villa Concepción (Palos Blancos)
Villa Concepción ist eine Ortschaft im Departamento La Paz im südamerikanischen Andenstaat Bolivien.

## Lage im Nahraum
Villa Concepción liegt in der Provinz Sud Yungas und ist die siebtgrößte Ortschaft im Municipio Palos Blancos. Die Ortschaft liegt auf einer Höhe von 547 m an einem kleinen linken Nebenfluss des Río Alto Beni. Zur Ortschaft gehören die Schule Unidad Educativa Villa Concepción und die Krankenstation CSA Villa Concepción.

## Geographie
Villa Concepción liegt in den bolivianischen Yungas östlich der Anden-Gebirgskette der Cordillera Real, zwischen der Cordillera de Cocapata und der Voranden-Kette Sierra de Marimonos.
Die mittlere Durchschnittstemperatur der Region liegt bei gut 26 °C (siehe Klimadiagramm Covendo), die Monatsdurchschnittswerte schwanken nur unwesentlich zwischen 24 °C im Juni/Juli und 28 °C in den Sommermonaten Oktober bis März. Der Jahresniederschlag beträgt fast 1600 mm, die Monatsniederschläge liegen unter 50 mm in den ariden Monaten Juni und Juli und bei mehr als 200 mm von Dezember bis Februar.

## Verkehrsnetz
Villa Concepción liegt in einer Entfernung von 284 Straßenkilometern nordöstlich von La Paz, der Hauptstadt des gleichnamigen Departamentos.
Von La Paz führt die Nationalstraße Ruta 3 über Coroico und Caranavi in nordöstlicher Richtung bis zur Brücke über den Río Beni. Vor der Brücke zweigt eine unbefestigte Landstraße in östlicher Richtung von der Ruta 3 ab und erreicht flussaufwärts über Villa El Porvenir und San Antonio de Eduardo Avaroa nach 37 Kilometern Puerto Carmen, die Straße führt dann entlang des Río Alto Beni weiter über Agua Dulce und San José nach Villa Concepción. Die Straße endet dann einige Kilometer flussaufwärts am Ufer des Río Alto Beni.

## Bevölkerung
Die Einwohnerzahl des Ortes ist in dem Jahrzehnt zwischen den beiden letzten Volkszählungen auf das Vierfache angestiegen:
| Jahr | Einwohner         | Quelle       |
| ---- | ----------------- | ------------ |
| 1992 | keine Detaildaten | Volkszählung |
| 2001 | 128               | Volkszählung |
| 2012 | 542               | Volkszählung |
| 2024 |                   | Volkszählung |